# ミジンコ目
ミジンコ目（ミジンコもく）は、節足動物門甲殻亜門鰓脚綱に属する分類群の名称。枝角亜目（しかくあもく）とも言う。 

## 概説
ミジンコ目はミジンコ類を含む動物群である。水中の主としてプランクトンとして生活する、ごく小型の甲殻類である。体は丸っこく、第二触角が大きく発達し、これを掻いて游泳する。プランクトンの典型として、教科書や図鑑では必ず紹介され、知名度は高い。
ミジンコの体長は普通0.5-3mmのものが多く、中型以上のものは簡単に見ることができる。オオミジンコ Daphnia magna Straus, 1820 は5mm、捕食性ミジンコのノロ Leptodora kindtii (Focke, 1844) は10mmにも達する。

## 形態

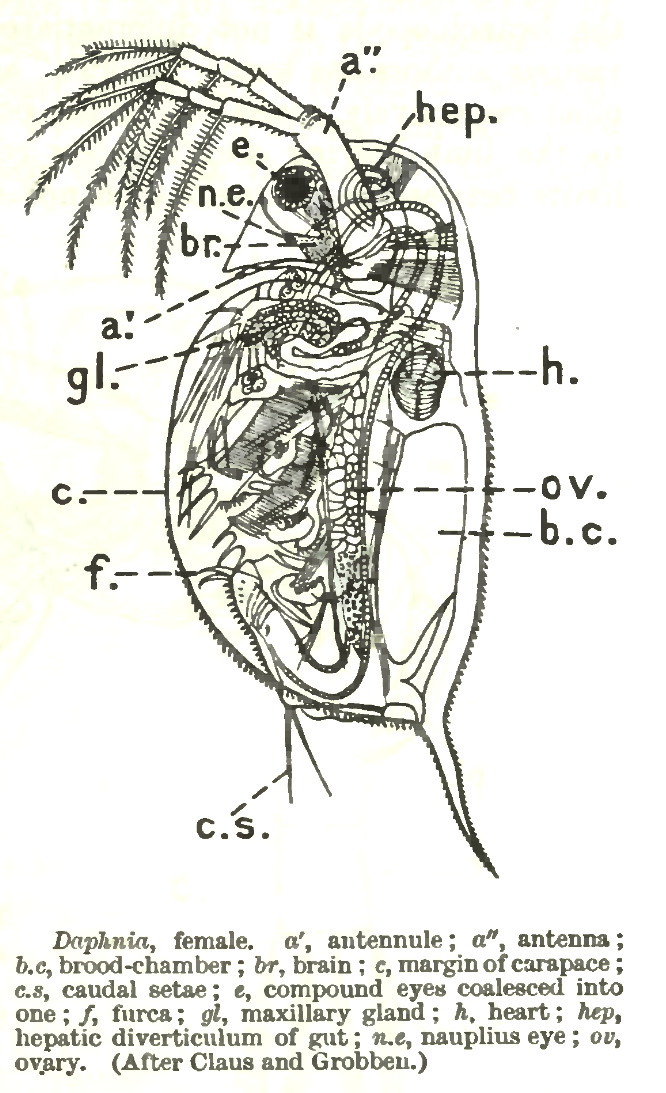
ミジンコの構造

大部分のものはごく小型で、体長は数mmまでの動物で、左右に扁平で、丸みを帯びた二枚貝様の背甲に覆われる。単脚下目（ノロミジンコなど）では、体は細長く、18 mmに達するものがある。
単脚目以外では、二枚貝様の背甲の中に胴部（胸部と腹部）が覆われる。頭部のみは殻の上に突き出す。胴部は分節が不明瞭で、胸肢がある部分を胸部、それより下を腹部と呼ぶ。頭部が小さく胴が丸い形は、だるまの様である。
頭部にはノープリウス眼由来の単眼と大きな複眼を有する。複眼は左右のものが融合して頭頂部で単一のドーム状のものとなり、正中線上に頭部前方の単眼と頭頂部の複眼が並ぶ。頭部はしばしば背甲から前方に伸びたヘルメット状の甲で覆われ、この甲の先端部は尖って吻となる。口は頭部と胸部との境目の腹側に開く。その近傍に単純な形の第一触角がある。第一触角はごく短くて目立たないのが普通だが、雄では雌を把持する器官となり、長く曲がっているものがある。頭部にある第二触角は強大でよく発達している。左右に張って伸び、途中で二またに分かれ、それぞれに長い毛が並んでおり、これを使って泳ぐことができる。
胸部以降の体は胸部に発する背甲の中に収まり、その形は簡単になっている。体節は不明瞭で、五対ほどの胸脚は鰓状で、呼吸に使われるとともに、水流を起こして水中の微粒子を口に運ぶ役割を担っている。腹部の末端は前方に曲がり、その先端に尾爪という爪のようなものがある。少し上の背面には、一対の長い毛が生えている。
胸部と腹部を覆う背甲は二枚貝の貝殻のように腹面で分かれ、腹部の背面とのすき間が育房となり、ここで卵は孵化するまで保護される。育房のすぐ頭部側の胸部背面で背甲は虫体と接続し、ここに心臓が見える。心臓はあるが血管がなく（解放血管系）、血液が全身を直接めぐっている。

## 生活史
ミジンコ類は、単為生殖を行うものが多く知られている。それらのものでは、卵は減数分裂を経ずに形成され、すべてが雌となる。卵から孵化したものは、すでに成虫とほぼ同じ形で、いわゆる直接発生をする。このようにして好適な条件下では非常に素早く増殖し、大発生をするものもある。
環境条件が悪化したり、密度が上がりすぎたりすると、減数分裂によって卵が作られ、同時に単為発生のものから雄が生まれる。雄は雌と交接し、受精が行われると、この卵は殻の内側の部分の肥厚したものに包まれて耐久卵となる。この、鞘に収まった卵は乾燥にも耐え、条件が良くなってはじめて孵化するに至る。
なお、ノロでは孵化した幼生はノープリウスである。

## 生息環境
ほとんどが淡水産である。大きな湖水から小さな水たまりまで、あるいは高層湿原から富栄養な水たまりまで、様々な環境で発見される。環境によって生息する種も異なる。游泳力は強くないので、流水に生息するものはあまりない。海産種はきわめて少なく、ウスカワミジンコ属、ウミオオメミジンコ科の計8種だけである。
ミジンコ類は大部分がプランクトンであるが、一部は底や水草の表面に付着する時間が長いものがある。また、水底や泥の間を這うように泳ぐ種もある。そのような種はプランクトンネットでは採集されない。いずれにせよ、はい回る足は持っていないので、移動は第二触角による遊泳が中心である。泳ぎはバタフライである。
餌は水中の微粒子（デトリタス）を鰓で作った水流によって集めて食べるものがほとんどである。飼育下ではドライイーストなどを用いる。なお、オオメミジンコとノロはより小さい動物を捕獲して喰う。胸脚は鰓状ではなくしっかりとした脚の形になっている。

## 人間との関わり
金魚や熱帯魚の餌としてよく使われ、金魚の稚魚の餌には欠かせない。金魚養殖業者は、そのためにミジンコの養殖を行う場合がある。金魚繁殖の手引き書には往々にしてミジンコの養殖法が解説されるほどである。乾燥させたものも餌として用いられる。
また、手頃な大きさで観察が容易なため、理科の教材、顕微鏡観察の材料としても手頃である。体が小さくて透明であるので、心臓や血球、筋肉などが生きたままで観察できる。メチニコフは、食細胞の発見に際して、ミジンコの血球も観察している。彼は、ミジンコの体内に寄生する酵母であるメチニコービアの胞子が、ミジンコの体内で時にある種の細胞に取り込まれて殺されるのを観察した。

## 分類
現生種は11科600種が知られる。大きくは4つの群（下目）に分ける。もっとも種類が多いのは異脚下目である。

### 櫛脚下目 Ctenopoda
櫛脚下目のものは、背甲は胴体全部を覆い、異脚下目のものに似るが、胸脚は6対ですべて同型。第2触角は先端に3本、側面には游泳剛毛が多いものが多い。
- シダ科 Sididae
  - オナガミジンコ属 Diaphanosoma
    - オオアタマミジンコ Diaphanosoma dubia

  - Latona
  - ミツオミジンコ属 Latonopsis
    - コクボミツオミジンコ Latonopsis kokuboi

  - ウスカワミジンコ属 Penilia
  - Pseudosida
  - Sarsilatona
  - シダ属 Sida
    - シダ Sida crystalline
    - 他2種
- ホロミジンコ科 Holopedidae
  - ホロミジンコ属 Holopedium
    - ホロミジンコ Holopedium gibberum

### 異脚下目 Anomopoda

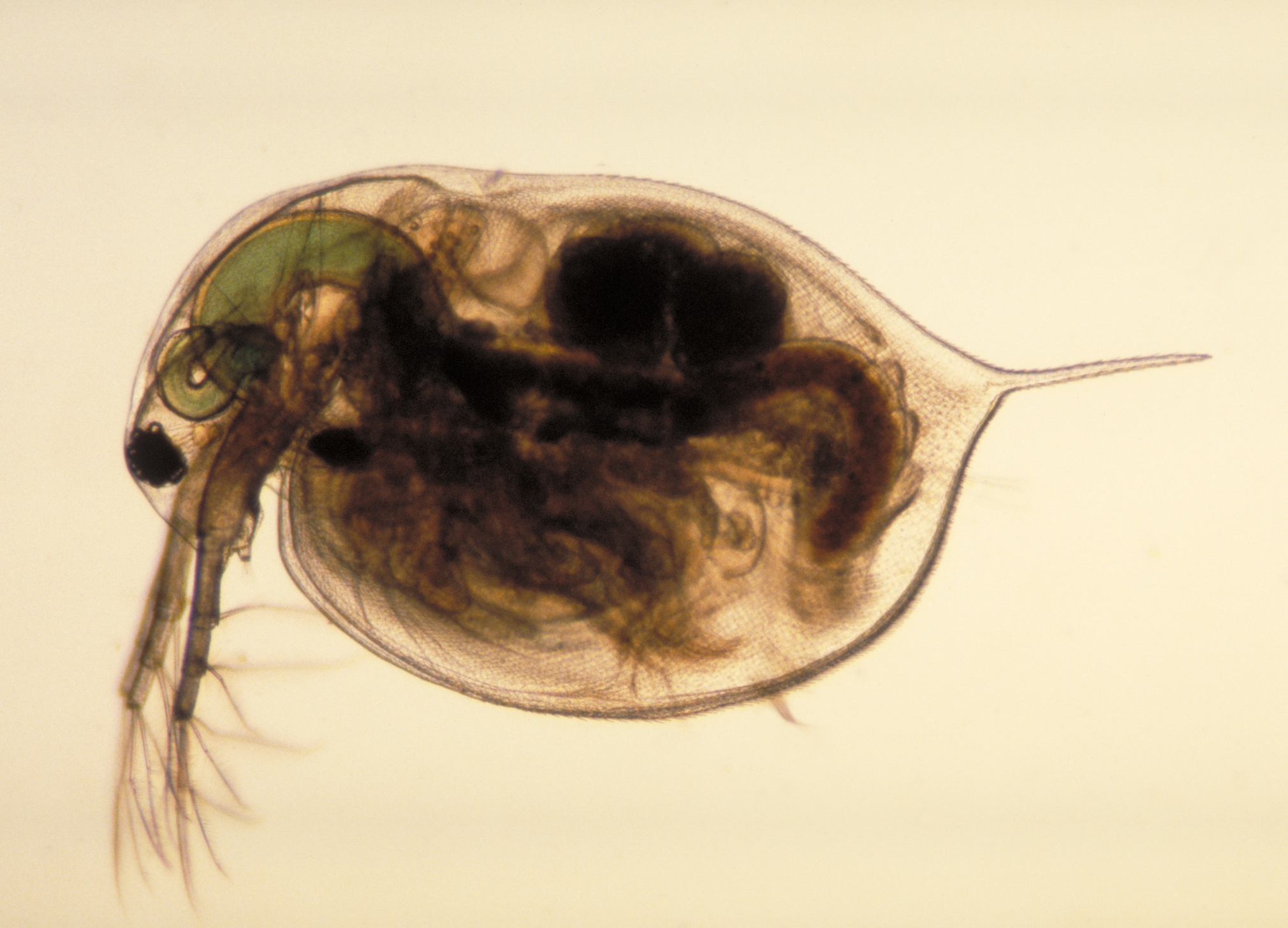
オオミジンコ Daphnia magna

異脚下目はもっとも普通なミジンコを含む。櫛脚下目に似るが、胸脚は5-6対で形態に分化がある。第2触角の枝は3節、游泳剛毛は先端に3本、他の節に1本ずつが普通。
- ミジンコ科 Daphniidae
  - ネコゼミジンコ属 Ceriodaphnia
    - トガリネコゼミジンコ Ceriodaphnia cornuta
    - アミメネコゼミジンコ Ceriodaphnia reticulata
    - ニセネコゼミジンコ Ceriodaphnia dubia
    - キレオネコゼミジンコ Ceriodaphnia megalops
    - ヒメネコゼミジンコ Ceriodaphnia pulchella
    - ネコゼミジンコCeriodaphnia quadrangular

  - ミジンコ属 Daphnia
    - タイリクミジンコ Daphnia similis
    - オオミジンコ Daphnia magna
    - ミジンコ Daphnia pulex
    - オオビワミジンコ Daphnia pulicaria
    - マギレミジンコ Daphnia ambigua
    - オナシミジンコDaphnia obtusa
    - ビワミジンコ Daphnia biwaensis - 琵琶湖水系に分布 絶滅したと考えられる
    - ハリナガミジンコ Daphnia longispina
    - カワリハリナガミジンコ Daphnia rosea
    - ウスカワハリナガミジンコ Daphnia hyaline
    - カブトミジンコ Daphnia galeata
    - エゾハリナガミジンコ Daphnia ezoensis
    - カムリハリナガミジンコ Daphnia cuculata
    - Daphnia cristata
    - トガリハリナガミジンコ Daphnia longiremis

  - Daphniopsis
  - Megafenestra
  - オカメミジンコ属 Simocephalus
    - トガリオカメミジンコ Simocephalus serrulatus
    - ニッポンテングオカメミジンコ Simocephalus japonica
    - トゲオカメミジンコ Simocephalus exspinosus
    - オカメミジンコ Simocephalus vetulus
    - オオオカメミジンコ Simocephalus vetuloides

  - アオムキミジンコ属 Scapholeberis
    - アオムキミジンコ Scapholeberis mucronata
    - 他1種
- タマミジンコ科 Moinidae
  - タマミジンコ属 Moina
    - スカシタマミジンコ Moina micrura
    - ホソタマミジンコ Moina rectirostris
    - ワイスマンタマミジンコ Moina weismanni
    - タマミジンコ Moina macrocopa

  - タマミジンコモドキ属 Moinodaphnia
    - タマミジンコモドキ Moinodaphnia macleayii
- ゾウミジンコ科 Bosminidae
  - ゾウミジンコ属 Bosmina
    - ゾウミジンコ Bosmina longirostris
    - シナゾウミジンコ Bosmina fatalis**
    - ハリナガゾウミジンコ Bosmina longispina

  - ゾウミジンコモドキ属 Bosminopsis
    - ゾウミジンコモドキ Bosminopsis deiterisi
- ケブカミジンコ科 Macrothricidae
  - Acantholeberi
  - Bunops
  - カマトゲケブカミジンコ属 Drepanothrix （1種）
  - Echinisca
  - Grimaldina
  - Guernella
  - Iheringula
  - フトオケブカミジンコ属 Ilyocryptus (1種)
  - Lathonura
  - ケブカミジンコ属 Macrothrix (3種)
  - Neothrix
  - ニセケブカミジンコ属 Ophryoxus
  - Parophryoxus
  - Pseudomoina
  - ケブカミジンコモドキ属 Streblocerus (1種)
  - Wlassisca
- マルミジンコ科 Chydoridae
  - ノコギリミジンコ亜科 Eurycercinae
    - ノコギリミジンコ属 Eurycercus （3亜属6種）
    - Saycia

  - シカクミジンコ亜科 Aloninae （計19種）
    - フナゾコミジンコ属 Acroperus （1種）
    - シカクミジンコ属 Alona （6種）
    - Biapertura
    - ヒラタミジンコ属 Camptocercus （1種）
    - Kurzia
    - ヒロハシミジンコ属 Graptoleberis（1種）
    - トゲヒロオミジンコ属 Leydigia (3種)
    - ヒトツメマルミジンコ属 Monospilus （1種）
    - Oxyurella
    - カギシカクミジンコ属 Rhynchotalona (2種)
      - カギシカクミジンコ Rhynchotalona falcata

  - マルミジンコ亜科 Chydorinae
    - シカクミジンコモドキ属 Alonella
    - Alonopsis
    - ヒドラマルミジンコ属 Anchistropus
    - マルミジンコ属 Chydorus (3種)
    - Dunhevedia
    - Ephemeroporus
    - Phrixura
    - ハシミジンコ属 Pleuroxus （15種）
    - マルマルミジンコ属 Pseudochydorus
      - P. globulosus

  - 亜科不明
    - Archepleuroxus
    - Australochydorus
    - Bryospilus
    - Celsinotum
    - Dadaya
    - Disparalona
    - Euryalona
    - Leberis
    - Monope
    - Notoalona
    - Paralona
    - Planicirclus
    - Plurispina
    - Rak
    - Spinalona
    - Tretocephala

### 鉤脚下目 Onychopoda
鉤脚下目 Onychopoda
背甲は胴体背中側のみを覆い、保育室としてのみ働く。胸脚は4対、すべて歩脚型で捕食的に餌をとる。第2触角の游泳剛毛は数が多い。海産種が多い。
- オオメミジンコ科 Polyphemidae
  - オオメミジンコ属 Polyphemus
    - オオメミジンコ Polyphemus pediculus
- Cercopagidae
- Cercopagididae
  - Bythotrephes
    - Bythotrephes longimanus

  - Cercopagis
    - Cercopagis pengoi （侵略的外来種）
- ウミオオメミジンコ科 Podonidae
  - Caspievadne
  - Cornigerius
  - Evadne
  - Pleopsis
  - Podon
  - Podonevadne

### 単脚下目 Haplopoda
単脚下目は構造的には鉤脚下目に似た点も多いが、全体の姿は他の群と全く異なる。全体に細長く、背甲は保育室のみ。胸脚は6対、すべて歩脚型。第2触角の游泳剛毛は多数。
- ノロ科 Leptodoridae
  - ノロ属 Leptodora
    - ノロ Leptodora kindtii

## その他

### 坂田明
- ミュージシャンの坂田明は、広島大学生物生産学部生物海洋学研究室を卒業し、ミジンコの研究者としても有名である[2]。

### 豆知識
- マギレミジンコは近くに天敵が居ると、頭が尖がる。